# Владетели на Люксембург
Списък на владетелите на Люксембург
Люксембург е до 1795 г. част от Свещената Римска империя.

## Графове на Люксембург

### Вигерихиди(наричани също Арденски графове)
- Зигфрид I, 963 – 998, граф в Мозелгау от фамилията на херцозите на Лотарингия
- Хайнрих I, 998 – 1026, син на Зигфрид
- Хайнрих II, 1026 – 1047, син на Фридрих, като Хайнрих VII херцог на Бавария
- Гизелберт, 1047 – 1059, граф на Салм, брат на Хайнрих II
- Конрад I, 1059 – 1086, син на Гизелберт, нарича се първият „Граф на Люксембург“
- Хайнрих III, 1086 – 1096, син на Конрад I (не се жени и няма деца), в Германия се води като Хайнрих II
- Вилхелм I, 1096 – 1131, брат и последник на Хайнрих III (жени се 1105 за Матилде от Нортхайм)
- Конрад II, 1130 – 1136, син на Вилхелм I (няма деца)

### Дом Намюр
- Хайнрих IV Слепия, граф на Намюр и Люксембург 1136 – 1196, син на Ермезинда и Готфрид от Намюр;
  - Ермезинда I, наследничка на Ла Рош и Дюрбюи, дъщеря на Хайнрих IV и Агнес от Гелдерн. (Получава обратно графството)

### Дом Лимбург-Арлон
- Валрам IV херцог на Лимбург, 1214 – 1226, 2. съпруг на Ермезинда I
- Хайнрих V Русият, 1247 – 1281, граф на Люксембург и Ла Рош и маркграф на Арлон, син на Валрам IV и Ермезинда I
- Хайнрих VI, 1281 – 1288, син на Хайнрих V
- Хайнрих VII, 1288 – 1313, син на Хайнрих VI, като Хайнрих VII римско-немски крал 1308, император 1312
- Ян Люксембургски (Слепия), 1313 – 1346, син на Хайнрих VII, от 1310 крал на Бохемия
- Карл, 1346 – 1378, син на Ян, като Карл IV римско-немски крал 1346/47, император 1355, издига 1354 Люксембург на Херцогство

## Херцози на Люксембург

### Дом Лимбург-Арлон
- Венцел I, 1353 – 1383, брат на Карл, първо граф, от 1354 херцог на Люксембург
- Венцел II Мързеливи, 1383 – 1388, син на Карл IV, римско-немски крал 1378, свален 1400, † 1419, залага Люксембург 1388 на братовчед си
- Йост от Моравия, 1388 – 1411, племенник на Карл, маркграф на Моравия от 1375, римско-немски крал 1410
- Елизабет от Гьорлиц 1411 – 1441, † 1451, дъщеря на Йохан от Гьорлиц и наследничка на Йост от Моравия, последна херцогиня от Дом Люксембург, продава 1441 Люксембург на Дом Бургундия
  - Антон от Брабант и Лимбург, 1411 – 1415, 1. съпруг на Елизабет
  - Йохан III от Щраубинг-Холандия, 1418 – 1425, епископ на Лиеж 1389 – 1417, регент в Щраубинг от 1399, 1418 2. съпруг на Елизабет.

### Дом Бургундия
- Филип III Добрия, 1443 – 1467, от 1419 херцог на Бургундия от странична линия на френската династия Валоа (Дом Бургундия), купува Люксембург 1443
- Шарл Дръзки, 1467 – 1477, син на Филип Добрия
- Мария, 1477 – 1482, дъщеря на Шарл Дръзки, омъжва се за Максимилиан I

### Дом Ветини
- Вилхелм III от Саксония, 1457 – 1482 херцог на Люксембург и Саксония

### Дом Хабсбурги
- Максимилиан I, 1482 – 1516 съпруг и наследник на Мария Бургундска
- Карл V, 1516 – 1555 (абдакира), внук на Максимилиан, римско-немски крал 1519, император 1520/30, крал на Испания 1516

Испанска линия на Дом Хабсбурги 1556 – 1684 и 1697 – 1700
- Филип II 1556 – 1598, син на Карл V, крал на Испания
- Филип III 1598 – 1621, крал на Испания
- Филип IV 1621 – 1665, крал на Испания
- Карл II 1665 – 1684, крал на Испания 1665 – 1700

- Люксембург под френско управление 1684 – 1697
- Карл II 1697 – 1700, крал на Испания 1665 – 1700

### Испанска линия наДом Бурбони
- Филип V, 1700 – 1712, крал на Испания 1700 – 1746

### Испаниска линия на ДомВителсбахи
- Максимилиан II Емануел от Бавария, княз на Нидерландия, 1712 – 1714, † 1726

### Австрийска линия на Дом Хабсбурги
- Карл VI 1714 – 1740, император на Свещената Римска империя
- Мария Тереза, дъщеря на Карл VI, управлява заедно със съпруга си Франц I Стефан от Лотарингия, император 1745 – 1765
- Йозеф II, император 1765 – 1790
- Леополд II, 1790 – 1792, император
- Франц II/I 1792 – 1795, император до 1806, император на Австрия до 1835

- Люксембург под френско управление 1795. През 1814 като Département des Forêts

## Велики херцози на Люксембург

### Дом Насау-Орания
в Персоналунион с Нидерландия до 1890
- Вилхелм I (Willem I/Guillaume I) 31 май 1815 – 7 октомври 1840 (абдакира)
- Вилхелм II (Willem II/Guillaume II) 7 октомври 1840 – 17 март 1849
- Вилхелм III (Willem III/Guillaume III) 17 март 1849 – 23 ноември 1890

### Дом Насау-Вайлбург
- Адолф I (Адолфе) 23 ноември 1890 – 17 ноември 1905
- Вилхелм IV (Guillaume IV) 17 ноември 1905 – 25 февруари 1912
- Мария-Аделаида I (Мари-Аделаиде) 25 февруари 1912 – 14 януари 1919 (свалена/абдакира)
- Шарлота I 14 януари 1919 – 12 ноември 1964 (абдакира за сметка на сина си) (от 1940 до 1945 в британско изгнание)
- Жан I 12 ноември 1964 – 7 октомври 2000 (абдикира за сметка на сина си)
- Анри I от 7 октомври 2000